# Southchase
Southchase – jednostka osadnicza w Stanach Zjednoczonych, w stanie Floryda, w hrabstwie Orange.